# Tomaspis cruxminor
Tomaspis cruxminor är en insektsart som beskrevs av Fowler 1896. Tomaspis cruxminor ingår i släktet Tomaspis och familjen spottstritar. Inga underarter finns listade i Catalogue of Life.